# Born in the U.S.A. Tour
Die Born in the U.S.A. Tour war eine weltweite Konzerttournee des US-amerikanischen Singer-Songwriters Bruce Springsteen, gemeinsam mit seiner E Street Band. Auf dieser Tour stellte der Musiker sein 1984 veröffentlichtes Studioalbum Born in the U.S.A. vor.

## Hintergrund
Die Born in the U.S.A. Tour startete am 29. Juni 1984 in Saint Paul (Minnesota) und endete über ein Jahr später am 2. Oktober 1985 in Los Angeles. Sie beinhaltete insgesamt 156 Konzerte und führte Springsteen durch Nordamerika, Europa, sowie erstmals in seiner Konzertkarriere durch Australien und Asien. Es war seine längste und erfolgreichste Tour bis dahin und etablierte ihn wie sein damals aktuelles Album Born in the U.S.A. insbesondere in Europa endgültig als gefragte Konzertattraktion mit Stadionkonzerten mit Zuschauerzahlen im fünfstelligen Bereich.
Durch zwei Jahre körperliches Training (inkl. Bodybuilding) zeigte sich Springsteen bei den Konzerten fit wie nie zuvor und präsentierte sich wie auch seine E Street Band in bester Spiellaune. Erstmals seit 1974 war Gitarrist Steven Van Zandt nicht dabei, da er sich nach der Aufnahmen zu Born in the U.S.A. für eine Solotour entschied. Ersetzt wurde er durch Nils Lofgren. Die Tournee markierte außerdem das erste Mal, dass Springsteens Freundin und spätere Ehefrau Patti Scialfa die E Street Band gesanglich und musikalisch unterstützte.
Springsteen drängte während seiner Tourneen konsequent auf Verbesserungen seiner Konzert-Soundsysteme, um jedem im Publikum das bestmögliche Klangerlebnis zu bieten. Zur Zeit der Born in the U.S.A. Tour sorgten die hierfür entwickelten acht Reihen von Delay-Lautsprechern, die Bruce Jackson, Springsteens damaliger Tontechniker, konstruiert hatte, sogar den Zuschauern im hinteren Bereich die bestmögliche Soundqualität. Diese neue Entwicklung setzte einen neuen Standard für den Konzertsound, war somit teurer in der Umsetzung und trieb die Preise für Konzertkarten für Künstler in die Höhe, die dieselbe Klangqualität verlangten, die Springsteen demonstriert hatte.
Die Tour spielte insgesamt 80 bis 90 Millionen US-Dollar ein (davon allein 34 Millionen US-Dollar aus Springsteens Stadionauftritten im Sommer 1985 in Nordamerika.) Das Album Born in the U.S.A. konnte sich während der gesamten Tour in den Top 10 der Billboard 200 halten und brachte in der Zeit insgesamt sieben US-Top-Ten-Hits hervor. Das Album wurde wie auch Springsteens vorheriges Album Nebraska (1982), für das er keine Tournee absolviert hatte, während der gesamten Tour in voller Länge gespielt. Die Gesamtbesucherzahl der Konzerte lag bei geschätzten 3,9 Millionen Besuchern.

## Liveaufnahmen
Fast die Hälfte von Springsteens 1986 erschienenem Live-Boxset Live 1975–85 besteht aus Aufnahmen der Born in the U.S.A. Tour vom 6., 19. und 20. August 1984 sowie vom 19., 21. August und 30. September 1985.
Mehrere vollständige Konzertaufnahmen der Tour wurden außerdem im Laufe der Jahre als Teil der Bruce Springsteen Archives veröffentlicht:
- Brendan Byrne Arena, New Jersey, 1984: veröffentlicht am 13. Mai 2015.
- Brendan Byrne Arena, August 20, 1984: veröffentlicht am 2. März 2018.
- Los Angeles Memorial Coliseum, Sept 27, 1985: veröffentlicht am 5. April 2019.
- Brendan Byrne Arena, August 6, 1984: veröffentlicht am 18. September 2020.
- Giants Stadium, August 22, 1985: veröffentlicht am 23. Juli 2021.
- Brendan Byrne Arena, August 19, 1984: veröffentlicht am 5. August 2022.

## Setlist
Nach Angaben der Fachwebsite setlist.fm war die folgende Setlist die am häufigsten gespielte während der Born in the U.S.A. Tour:

### Beispiel-Setlist
- Born in the U.S.A.
- Out in the Street
- Johnny 99
- Atlantic City
- Darlington County
- Prove It All Night
- Working on the Highway
- The River
- Badlands
- Glory Days
- Trapped
- The Promised Land
- My Hometown
- Thunder Road
- Cover Me
- Dancing in the Dark
- Hungry Heart
- Cadillac Ranch
- Downbound Train
- I’m on Fire
- Pink Cadillac
- Bobby Jean
- Racing in the Street
- Rosalita (Come Out Tonight)
- Born to Run
- Ramrod
- Jungleland
- Twist and Shout
- Detroit Medley

## Tourdaten
| Nr.                  | Datum               | Stadt               | Land                | Veranstaltungsort                    | Anmerkungen         |
| Leg 1 – Nordamerika  | Leg 1 – Nordamerika | Leg 1 – Nordamerika | Leg 1 – Nordamerika | Leg 1 – Nordamerika                  | Leg 1 – Nordamerika |
| -------------------- | ------------------- | ------------------- | ------------------- | ------------------------------------ | ------------------- |
| 1                    | 29. Juni 1984       | St. Paul            | Vereinigte Staaten  | Civic Center                         |                     |
| 2                    | 1. Juli 1984        | St. Paul            | Vereinigte Staaten  | Civic Center                         |                     |
| 3                    | 2. Juli 1984        | St. Paul            | Vereinigte Staaten  | Civic Center                         |                     |
| 4                    | 5. Juli 1984        | Cincinnati          | Vereinigte Staaten  | Riverfront Coliseum                  |                     |
| 5                    | 6. Juli 1984        | Cincinnati          | Vereinigte Staaten  | Riverfront Coliseum                  |                     |
| 6                    | 8. Juli 1984        | Richfield           | Vereinigte Staaten  | Coliseum                             |                     |
| 7                    | 9. Juli 1984        | Richfield           | Vereinigte Staaten  | Coliseum                             |                     |
| 8                    | 12. Juli 1984       | East Troy           | Vereinigte Staaten  | Alpine Valley Music Theatre          |                     |
| 9                    | 13. Juli 1984       | East Troy           | Vereinigte Staaten  | Alpine Valley Music Theatre          |                     |
| 10                   | 15. Juli 1984       | Rosemont            | Vereinigte Staaten  | Rosemont Horizon                     |                     |
| 11                   | 17. Juli 1984       | Rosemont            | Vereinigte Staaten  | Rosemont Horizon                     |                     |
| 12                   | 18. Juli 1984       | Rosemont            | Vereinigte Staaten  | Rosemont Horizon                     |                     |
| 13                   | 21. Juli 1984       | Montréal            | Kanada              | Forum                                |                     |
| 14                   | 23. Juli 1984       | Toronto             | Kanada              | Exhibition Stadium                   |                     |
| 15                   | 24. Juli 1984       | Toronto             | Kanada              | Exhibition Stadium                   |                     |
| 16                   | 26. Juli 1984       | Toronto             | Kanada              | Exhibition Stadium                   |                     |
| 17                   | 27. Juli 1984       | Saratoga            | Vereinigte Staaten  | Saratoga Performing Arts Center      |                     |
| 18                   | 30. Juli 1984       | Detroit             | Vereinigte Staaten  | Joe Louis Arena                      |                     |
| 19                   | 31. Juli 1984       | Detroit             | Vereinigte Staaten  | Joe Louis Arena                      |                     |
| 20                   | 5. August 1984      | East Rutherford     | Vereinigte Staaten  | Brendan Byrne Arena                  |                     |
| 21                   | 6. August 1984      | East Rutherford     | Vereinigte Staaten  | Brendan Byrne Arena                  |                     |
| 22                   | 8. August 1984      | East Rutherford     | Vereinigte Staaten  | Brendan Byrne Arena                  |                     |
| 23                   | 9. August 1984      | East Rutherford     | Vereinigte Staaten  | Brendan Byrne Arena                  |                     |
| 24                   | 11. August 1984     | East Rutherford     | Vereinigte Staaten  | Brendan Byrne Arena                  |                     |
| 25                   | 12. August 1984     | East Rutherford     | Vereinigte Staaten  | Brendan Byrne Arena                  |                     |
| 26                   | 16. August 1984     | East Rutherford     | Vereinigte Staaten  | Brendan Byrne Arena                  |                     |
| 27                   | 17. August 1984     | East Rutherford     | Vereinigte Staaten  | Brendan Byrne Arena                  |                     |
| 28                   | 19. August 1984     | East Rutherford     | Vereinigte Staaten  | Brendan Byrne Arena                  |                     |
| 29                   | 20. August 1984     | East Rutherford     | Vereinigte Staaten  | Brendan Byrne Arena                  |                     |
| 30                   | 25. August 1984     | Landover            | Vereinigte Staaten  | Capital Center                       |                     |
| 31                   | 26. August 1984     | Landover            | Vereinigte Staaten  | Capital Center                       |                     |
| 32                   | 28. August 1984     | Landover            | Vereinigte Staaten  | Capital Center                       |                     |
| 33                   | 29. August 1984     | Landover            | Vereinigte Staaten  | Capital Center                       |                     |
| 34                   | 4. September 1984   | Worcester           | Vereinigte Staaten  | Centrum Center                       |                     |
| 35                   | 5. September 1984   | Worcester           | Vereinigte Staaten  | Centrum Center                       |                     |
| 36                   | 7. September 1984   | Hartford            | Vereinigte Staaten  | Civic Center                         |                     |
| 37                   | 8. September 1984   | Hartford            | Vereinigte Staaten  | Civic Center                         |                     |
| 38                   | 11. September 1984  | Philadelphia        | Vereinigte Staaten  | Spectrum                             |                     |
| 39                   | 12. September 1984  | Philadelphia        | Vereinigte Staaten  | Spectrum                             |                     |
| 40                   | 14. September 1984  | Philadelphia        | Vereinigte Staaten  | Spectrum                             |                     |
| 41                   | 15. September 1984  | Philadelphia        | Vereinigte Staaten  | Spectrum                             |                     |
| 42                   | 17. September 1984  | Philadelphia        | Vereinigte Staaten  | Spectrum                             |                     |
| 43                   | 18. September 1984  | Philadelphia        | Vereinigte Staaten  | Spectrum                             |                     |
| 44                   | 21. September 1984  | Pittsburgh          | Vereinigte Staaten  | Civic Arena                          |                     |
| 45                   | 22. September 1984  | Pittsburgh          | Vereinigte Staaten  | Civic Arena                          |                     |
| 46                   | 24. September 1984  | Buffalo             | Vereinigte Staaten  | Memorial Auditorium                  |                     |
| 47                   | 25. September 1984  | Buffalo             | Vereinigte Staaten  | Memorial Auditorium                  |                     |
| Leg 2 – Nordamerika  |                     |                     |                     |                                      |                     |
| 48                   | 15. Oktober 1984    | Vancouver           | Kanada              | Pacific Coliseum                     |                     |
| 49                   | 17. Oktober 1984    | Tacoma              | Vereinigte Staaten  | Tacoma Dome                          |                     |
| 50                   | 19. Oktober 1984    | Tacoma              | Vereinigte Staaten  | Tacoma Dome                          |                     |
| 51                   | 21. Oktober 1984    | Oakland             | Vereinigte Staaten  | Coliseum Arena                       |                     |
| 52                   | 22. Oktober 1984    | Oakland             | Vereinigte Staaten  | Coliseum Arena                       |                     |
| 53                   | 25. Oktober 1984    | Los Angeles         | Vereinigte Staaten  | Memorial Sports Arena                |                     |
| 54                   | 26. Oktober 1984    | Los Angeles         | Vereinigte Staaten  | Memorial Sports Arena                |                     |
| 55                   | 28. Oktober 1984    | Los Angeles         | Vereinigte Staaten  | Memorial Sports Arena                |                     |
| 56                   | 29. Oktober 1984    | Los Angeles         | Vereinigte Staaten  | Memorial Sports Arena                |                     |
| 57                   | 31. Oktober 1984    | Los Angeles         | Vereinigte Staaten  | Memorial Sports Arena                |                     |
| 58                   | 2. November 1984    | Los Angeles         | Vereinigte Staaten  | Memorial Sports Arena                |                     |
| 59                   | 4. November 1984    | Los Angeles         | Vereinigte Staaten  | Memorial Sports Arena                |                     |
| 60                   | 8. November 1984    | Tempe               | Vereinigte Staaten  | ASU Activity Center                  |                     |
| 61                   | 11. November 1984   | Denver              | Vereinigte Staaten  | McNichols Sports Arena               |                     |
| 62                   | 12. November 1984   | Denver              | Vereinigte Staaten  | McNichols Sports Arena               |                     |
| 63                   | 15. November 1984   | St. Louis           | Vereinigte Staaten  | St. Louis Arena                      |                     |
| 64                   | 16. November 1984   | Ames                | Vereinigte Staaten  | Hilton Coliseum                      |                     |
| 65                   | 18. November 1984   | Lincoln             | Vereinigte Staaten  | Bob Devaney Sports Center            |                     |
| 66                   | 19. November 1984   | Kansas City         | Vereinigte Staaten  | Kemper Arena                         |                     |
| 67                   | 23. November 1984   | Austin              | Vereinigte Staaten  | Frank Erwin Center                   |                     |
| 68                   | 25. November 1984   | Dallas              | Vereinigte Staaten  | Reunion Arena                        |                     |
| 69                   | 26. November 1984   | Dallas              | Vereinigte Staaten  | Reunion Arena                        |                     |
| 70                   | 29. November 1984   | Houston             | Vereinigte Staaten  | The Summit                           |                     |
| 71                   | 30. November 1984   | Houston             | Vereinigte Staaten  | The Summit                           |                     |
| 72                   | 2. Dezember 1984    | Baton Rouge         | Vereinigte Staaten  | LSU Assembly Center                  |                     |
| 73                   | 6. Dezember 1984    | Birmingham          | Vereinigte Staaten  | Birmingham–Jefferson Civic Center    |                     |
| 74                   | 7. Dezember 1984    | Tallahassee         | Vereinigte Staaten  | Tallahassee–Leon County Civic Center |                     |
| 75                   | 9. Dezember 1984    | Murfreesboro        | Vereinigte Staaten  | Murphy Center                        |                     |
| 76                   | 11. Dezember 1984   | Lexington           | Vereinigte Staaten  | Rupp Arena                           |                     |
| 77                   | 13. Dezember 1984   | Memphis             | Vereinigte Staaten  | Mid-South Coliseum                   |                     |
| 78                   | 14. Dezember 1984   | Memphis             | Vereinigte Staaten  | Mid-South Coliseum                   |                     |
| 79                   | 16. Dezember 1984   | Atlanta             | Vereinigte Staaten  | The Omni                             |                     |
| 80                   | 17. Dezember 1984   | Atlanta             | Vereinigte Staaten  | The Omni                             |                     |
| Leg 3 – Nordamerika  |                     |                     |                     |                                      |                     |
| 81                   | 4. Januar 1985      | Hampton             | Vereinigte Staaten  | Coliseum                             |                     |
| 82                   | 5. Januar 1985      | Hampton             | Vereinigte Staaten  | Coliseum                             |                     |
| 83                   | 7. Januar 1985      | Indianapolis        | Vereinigte Staaten  | Market Square Arena                  |                     |
| 84                   | 8. Januar 1985      | Indianapolis        | Vereinigte Staaten  | Market Square Arena                  |                     |
| 85                   | 10. Januar 1985     | Louisville          | Vereinigte Staaten  | Freedom Hall                         |                     |
| 86                   | 13. Januar 1985     | Columbia            | Vereinigte Staaten  | Carolina Coliseum                    |                     |
| 87                   | 15. Januar 1985     | Charlotte           | Vereinigte Staaten  | Coliseum                             |                     |
| 88                   | 16. Januar 1985     | Charlotte           | Vereinigte Staaten  | Coliseum                             |                     |
| 89                   | 18. Januar 1985     | Greensboro          | Vereinigte Staaten  | Coliseum                             |                     |
| 90                   | 19. Januar 1985     | Greensboro          | Vereinigte Staaten  | Coliseum                             |                     |
| 91                   | 23. Januar 1985     | Providence          | Vereinigte Staaten  | Civic Center                         |                     |
| 92                   | 24. Januar 1985     | Providence          | Vereinigte Staaten  | Civic Center                         |                     |
| 93                   | 26. Januar 1985     | Syracuse            | Vereinigte Staaten  | Carrier Dome                         |                     |
| 94                   | 27. Januar 1985     | Syracuse            | Vereinigte Staaten  | Carrier Dome                         |                     |
| Leg 4 – Australasien |                     |                     |                     |                                      |                     |
| 95                   | 21. März 1985       | Sydney              | Australien          | Entertainment Centre                 |                     |
| 96                   | 23. März 1985       | Sydney              | Australien          | Entertainment Centre                 |                     |
| 97                   | 24. März 1985       | Sydney              | Australien          | Entertainment Centre                 |                     |
| 98                   | 27. März 1985       | Sydney              | Australien          | Entertainment Centre                 |                     |
| 99                   | 28. März 1985       | Sydney              | Australien          | Entertainment Centre                 |                     |
| 100                  | 31. März 1985       | Brisbane            | Australien          | QEII Stadium                         |                     |
| 101                  | 3. April 1985       | Melbourne           | Australien          | Royal Melbourne Showgrounds          |                     |
| 102                  | 4. April 1985       | Melbourne           | Australien          | Royal Melbourne Showgrounds          |                     |
| 103                  | 10. April 1985      | Tokio               | Japan               | Yoyogi Olympic Pool                  |                     |
| 104                  | 11. April 1985      | Tokio               | Japan               | Yoyogi Olympic Pool                  |                     |
| 105                  | 13. April 1985      | Tokio               | Japan               | Yoyogi Olympic Pool                  |                     |
| 106                  | 15. April 1985      | Tokio               | Japan               | Yoyogi Olympic Pool                  |                     |
| 107                  | 16. April 1985      | Tokio               | Japan               | Yoyogi Olympic Pool                  |                     |
| 108                  | 19. April 1985      | Kyoto               | Japan               | Prefectural Gymnasium                |                     |
| 109                  | 22. April 1985      | Osaka               | Japan               | Ōsaka-jō Hall                        |                     |
| 110                  | 23. April 1985      | Osaka               | Japan               | Ōsaka-jō Hall                        |                     |
| Leg 5 – Europa       |                     |                     |                     |                                      |                     |
| 111                  | 1. Juni 1985        | Slane               | Irland              | Slane Castle Grounds                 | Slane Festival      |
| 112                  | 4. Juni 1985        | Newcastle upon Tyne | England             | St. James’ Park                      |                     |
| 113                  | 5. Juni 1985        | Newcastle upon Tyne | England             | St. James’ Park                      |                     |
| 114                  | 8. Juni 1985        | Göteborg            | Schweden            | Ullevi Stadion                       |                     |
| 115                  | 9. Juni 1985        | Göteborg            | Schweden            | Ullevi Stadion                       |                     |
| 116                  | 12. Juni 1985       | Rotterdam           | Niederlande         | Stadion Feijenoord                   |                     |
| 117                  | 13. Juni 1985       | Rotterdam           | Niederlande         | Stadion Feijenoord                   |                     |
| 118                  | 15. Juni 1985       | Frankfurt am Main   | Deutschland         | Waldstadion                          |                     |
| 119                  | 18. Juni 1985       | München             | Deutschland         | Olympiastadion                       |                     |
| 120                  | 21. Juni 1985       | Mailand             | Italien             | Stadio Giuseppe Meazza               |                     |
| 121                  | 23. Juni 1985       | Montpellier         | Frankreich          | Espace Richter                       |                     |
| 122                  | 25. Juni 1985       | Saint-Étienne       | Frankreich          | Stade Geoffroy-Guichard              |                     |
| 123                  | 29. Juni 1985       | La Courneuve        | Frankreich          | Parc Départemental                   |                     |
| 124                  | 30. Juni 1985       | La Courneuve        | Frankreich          | Parc Départemental                   |                     |
| 125                  | 3. Juli 1985        | London              | England             | Wembley Stadium                      |                     |
| 126                  | 4. Juli 1985        | London              | England             | Wembley Stadium                      |                     |
| 127                  | 6. Juli 1985        | London              | England             | Wembley Stadium                      |                     |
| 128                  | 7. Juli 1985        | Leeds               | England             | Roundhay Park                        |                     |
| Leg 6 – Nordamerika  |                     |                     |                     |                                      |                     |
| 129                  | 5. August 1985      | Washington, D.C.    | Vereinigte Staaten  | Robert F. Kennedy Memorial Stadium   |                     |
| 130                  | 7. August 1985      | Cleveland           | Vereinigte Staaten  | Municipal Stadium                    |                     |
| 131                  | 9. August 1985      | Chicago             | Vereinigte Staaten  | Soldier Field                        |                     |
| 132                  | 11. August 1985     | Pittsburgh          | Vereinigte Staaten  | Three Rivers Stadium                 |                     |
| 133                  | 14. August 1985     | Philadelphia        | Vereinigte Staaten  | Veterans Stadium                     |                     |
| 134                  | 15. August 1985     | Philadelphia        | Vereinigte Staaten  | Veterans Stadium                     |                     |
| 135                  | 18. August 1985     | East Rutherford     | Vereinigte Staaten  | Giants Stadium                       |                     |
| 136                  | 19. August 1985     | East Rutherford     | Vereinigte Staaten  | Giants Stadium                       |                     |
| 137                  | 21. August 1985     | East Rutherford     | Vereinigte Staaten  | Giants Stadium                       |                     |
| 138                  | 22. August 1985     | East Rutherford     | Vereinigte Staaten  | Giants Stadium                       |                     |
| 139                  | 26. August 1985     | Toronto             | Kanada              | Exhibition Stadium                   |                     |
| 140                  | 27. August 1985     | Toronto             | Kanada              | Exhibition Stadium                   |                     |
| 141                  | 31. August 1985     | East Rutherford     | Vereinigte Staaten  | Giants Stadium                       |                     |
| 142                  | 1. September 1985   | East Rutherford     | Vereinigte Staaten  | Giants Stadium                       |                     |
| 143                  | 4. September 1985   | Pontiac             | Vereinigte Staaten  | Pontiac Silverdome                   |                     |
| 144                  | 6. September 1985   | Indianapolis        | Vereinigte Staaten  | Hoosier Dome                         |                     |
| 145                  | 9. September 1985   | Miami               | Vereinigte Staaten  | Orange Bowl Stadium                  |                     |
| 146                  | 10. September 1985  | Miami               | Vereinigte Staaten  | Orange Bowl Stadium                  |                     |
| 147                  | 13. September 1985  | Dallas              | Vereinigte Staaten  | Cotton Bowl Stadium                  |                     |
| 148                  | 14. September 1985  | Dallas              | Vereinigte Staaten  | Cotton Bowl Stadium                  |                     |
| 149                  | 18. September 1985  | Oakland             | Vereinigte Staaten  | Oakland-Alameda County Coliseum      | Day on the Green    |
| 150                  | 19. September 1985  | Oakland             | Vereinigte Staaten  | Oakland-Alameda County Coliseum      | Day on the Green    |
| 151                  | 23. September 1985  | Denver              | Vereinigte Staaten  | Mile High Stadium                    |                     |
| 152                  | 24. September 1985  | Denver              | Vereinigte Staaten  | Mile High Stadium                    |                     |
| 153                  | 27. September 1985  | Los Angeles         | Vereinigte Staaten  | Memorial Coliseum                    |                     |
| 154                  | 29. September 1985  | Los Angeles         | Vereinigte Staaten  | Memorial Coliseum                    |                     |
| 155                  | 30. September 1985  | Los Angeles         | Vereinigte Staaten  | Memorial Coliseum                    |                     |
| 156                  | 2. Oktober 1985     | Los Angeles         | Vereinigte Staaten  | Memorial Coliseum                    |                     |

## Band
- Bruce Springsteen: Gesang, Gitarre, Mundharmonika
- Clarence Clemons: Saxophon, Percussion, Hintergrundgesang
- Nils Lofgren: Gitarre, Hintergrundgesang
- Garry Tallent: Bass
- Danny Federici: Klavier, Hammond-Orgel, Keyboards, Glockenspiel
- Roy Bittan: Klavier, Keyboards, Hintergrundgesang
- Max Weinberg: Schlagzeug
- Patti Scialfa: Keyboards, Tamburin, Hintergrundgesang